# Volja
Volja (in bulgaro Воля?, traducibile come: Volontà) è un partito politico bulgaro di orientamento nazionalista e anti-establishment fondato nel 2007 dall'imprenditore Veselin Mareški sul principio della lotta alla corruzione.

## Risultati elettorali
| Elezione                   | Voti    | %    | Seggi    |
| -------------------------- | ------- | ---- | -------- |
| Parlamentari 2013          | 8.873   | 0,25 | 0 / 240  |
| Parlamentari 2014          | N.D.    | N.D. | N.D.     |
| Parlamentari 2017          | 145.637 | 4,15 | 12 / 240 |
| Europee 2019               | 70.830  | 3,51 | 0 / 17   |
| Parlamentari aprile 2021   | 75.926  | 2,37 | 0 / 240  |
| Parlamentari luglio 2021   | 85.796  | 3,14 | 0 / 240  |
| Parlamentari novembre 2021 | 28.322  | 1,07 | 0 / 240  |